# Ruslan Nigmatullin
Ruslan Karimovici Nigmatullin (în rusă Руслан Каримович Нигматуллин, în tătară Руслан Кәрим улы Нигъмәтуллин, transliterat Ruslan Kərim ulı Niğmətullin; n. 7 octombrie 1974, Kazan, Tatarstan, URSS) este un fost fotbalist rus de etnie tătară, care juca pe postul de portar. El a jucat 24 de meciuri pentru echipa națională de fotbal a Rusiei, fiind portarul de bază al naționalei la Campionatul Mondial de Fotbal 2002. El a fost numit fotbalistul rus al anului 2001 și era considerat cel mai bun portar rus din această perioadă.
În prezent este DJ.

## Palmares
- Prima Ligă Rusă: 1996, 1997, 2004

Vicecampion: 1999, 2000, 2001, 2002
Locul 3: 1995, 1998
- Cupa Rusiei: 2000, 2001

Finalist: 1998

## Statistici carieră
|               |                      |                 | Campionat | Campionat | Cupă             | Cupă             | Cupa Ligii | Cupa Ligii | Continental | Continental | Total   | Total  |
| Sezon         | Club                 | Campionat       | Meciuri   | Goluri    | Meciuri          | Goluri           | Meciuri    | Goluri     | Meciuri     | Goluri      | Meciuri | Goluri |
| Rusia         | Rusia                | Rusia           | Campionat | Campionat | Cupa Rusiei      | Cupa Rusiei      | Cupa Ligii | Cupa Ligii | Europa      | Europa      | Total   | Total  |
| ------------- | -------------------- | --------------- | --------- | --------- | ---------------- | ---------------- | ---------- | ---------- | ----------- | ----------- | ------- | ------ |
| 1992          | FC KAMAZ             |                 | 7         | 0         |                  |                  |            |            |             |             |         |        |
| 1993          | FC KAMAZ             | Prima Ligă Rusă | 1         | 0         |                  |                  |            |            |             |             |         |        |
| 1994          | FC KAMAZ             | Prima Ligă Rusă | 11        | 0         |                  |                  |            |            |             |             |         |        |
| 1995          | Spartak Moscova      | Prima Ligă Rusă | 15        | 0         |                  |                  |            |            |             |             |         |        |
| 1996          | Spartak Moscova      | Prima Ligă Rusă | 10        | 0         |                  |                  |            |            |             |             |         |        |
| 1997          | Spartak Moscova      | Prima Ligă Rusă | 2         | 0         |                  |                  |            |            |             |             |         |        |
| 1998          | Lokomotiv Moscova    | Prima Ligă Rusă | 30        | 0         |                  |                  |            |            |             |             |         |        |
| 1999          | Lokomotiv Moscova    | Prima Ligă Rusă | 29        | 0         |                  |                  |            |            |             |             |         |        |
| 2000          | Lokomotiv Moscova    | Prima Ligă Rusă | 29        | 0         |                  |                  |            |            |             |             |         |        |
| 2001          | Lokomotiv Moscova    | Prima Ligă Rusă | 27        | 0         |                  |                  |            |            |             |             |         |        |
| Italia        | Italia               | Italia          | Campionat | Campionat | Coppa Italia     | Coppa Italia     | Cupa Ligii | Cupa Ligii | Europa      | Europa      | Total   | Total  |
| 2001–02       | Hellas Verona        | Serie A         | 1         | 0         |                  |                  |            |            |             |             |         |        |
| Rusia         | Rusia                | Rusia           | Campionat | Campionat | Cupa Rusiei      | Cupa Rusiei      | Cupa Ligii | Cupa Ligii | Europa      | Europa      | Total   | Total  |
| 2002          | CSKA Moscova         | Prima Ligă Rusă | 14        | 0         |                  |                  |            |            |             |             |         |        |
| Italia        | Italia               | Italia          | Campionat | Campionat | Coppa Italia     | Coppa Italia     | Cupa Ligii | Cupa Ligii | Europa      | Europa      | Total   | Total  |
| 2002–03       | Salernitana          | Serie B         | 14        | 0         |                  |                  |            |            |             |             |         |        |
| 2003–04       | Hellas Verona        | Serie B         | 9         | 0         |                  |                  |            |            |             |             |         |        |
| Rusia         | Rusia                | Rusia           | Campionat | Campionat | Cupa Rusiei      | Cupa Rusiei      | Cupa Ligii | Cupa Ligii | Europa      | Europa      | Total   | Total  |
| 2004          | Lokomotiv Moscova    | Prima Ligă Rusă | 1         | 0         |                  |                  |            |            |             |             |         |        |
| 2005          | Terek Groznîi        | Prima Ligă Rusă | 19        | 0         |                  |                  |            |            |             |             |         |        |
| Israel        | Israel               | Israel          | Ligă      | Ligă      | Israel State Cup | Israel State Cup | Toto Cup   | Toto Cup   | Europa      | Europa      | Total   | Total  |
| 2009–10       | Maccabi Ahi Nazareth | Ligat ha'Al     | 8         | 0         | 0                | 0                | 5          | 0          | 0           | 0           | 13      | 0      |
| Total         | Rusia                | Rusia           | 196       | 0         |                  |                  |            |            |             |             |         |        |
| Total         | Italia               | Italia          | 24        | 0         |                  |                  |            |            |             |             |         |        |
| Total         | Israel               | Israel          | 8         | 0         | 0                | 0                | 5          | 0          | 0           | 0           | 13      | 0      |
| Total carieră | Total carieră        | Total carieră   | 228       | 0         |                  |                  |            |            |             |             |         |        |